# Micromedia
Micromedia zijn informatiediensten en/of informatieproducten met een specifieke inhoud en voor een specifieke doelgroep. 
Alhoewel de term 'media' in dit geval eigenlijk niet op zijn plaats is omdat het hier strikt genomen niet om communicatie-kanalen of communicatiemiddelen gaat, wordt deze term toch zo gebruikt om een duidelijk onderscheid te maken met massamedia.
Daar waar massamedia een min of meer globale inhoud hebben voor een globale doelgroep, zijn micromedia-producten juist erg specifiek. Onder micromedia kunnen onder meer narrowcasting, gesegmenteerde RSS webfeeds, maar ook profile & database based services (informatiediensten gebaseerd op (interesse)profielen) en location based services (vaak op basis van augmented reality oftewel aangevulde realiteit) worden verstaan. Bij location based services wordt slechts die informatie getoond die rechtstreeks gerelateerd is aan de plek waar de gebruiker zich op dat moment bevindt.